# André Chandernagor
Pour les articles homonymes, voir Chandernagor (homonymie).
André Chandernagor, né le 19 septembre 1921 à Civray dans la Vienne, est un homme politique français, ancien député de la Creuse (1958-1981) et ministre des Affaires européennes (1981-1983). Il devient ensuite le 31e premier président de la Cour des comptes (1983-1990).

## Biographie

### Origines et formation
André Chandernagor est né dans une famille du Poitou et son patronyme est celui d'un aïeul d'origine indienne, Charles François Chandernagor, dit « Bengale », né entre 1743 et 1748 à La Réunion, décédé en 1821 à Civray,. Il étudie au lycée Henri-IV, puis à l'École nationale de la France d'Outre-mer, après un séjour en Indochine. Administrateur adjoint de la France d'Outre-mer en 1945, il rejoint l'École nationale d'administration (ENA) de 1949 à 1951, dans la même promotion que Valéry Giscard d'Estaing. Également licencié en droit, il est maître des requêtes au Conseil d'État en 1957 et devient un spécialiste du droit public. Il adhère à la SFIO en 1944 et a une première expérience politique en 1946 comme attaché au cabinet de Marius Moutet, ministre (SFIO) de la France d'outre-mer.

### Carrière politique
Son entrée en politique active s'effectue en 1953, à l'occasion de son élection en tant que maire de Mortroux (Creuse), commune d'origine de son épouse. Il connaît un échec provisoire à son implantation locale en 1955, lors des élections cantonales. Il est battu par le conseiller général sortant (Radical) dans le canton de Bonnat. Il attend 1961 pour faire son entrée au conseil général de la Creuse, prenant la succession de Gaston Chazette, ancien sénateur, dans le canton de Bourganeuf. Dès lors, son ascension sera continue. Durant ses mandats creusois, André Chandernagor est notamment l'un des défenseurs d'un aménagement de ce qui devient la route Centre-Europe Atlantique, aux côtés du maire de Mâcon Louis Escande. Au décès de Paul Pauly, en 1973, il est élu président du conseil général de la Creuse.
André Chandernagor deviendra ensuite président du conseil régional du Limousin en 1974. Ce cumul de mandats fera de lui l'homme fort du département de la Creuse, du début des années 1970 au milieu des années 1980. Élu de la Creuse à l'Assemblée nationale le 30 novembre 1958, il y siège jusqu'au 23 juillet 1981. En 1967-1968, il est vice-président de l'Assemblée nationale. Il est à ce jour le « recordman » de longévité dans la représentation de la Creuse à l'Assemblée nationale (23 ans). Durant ses mandats successifs, il est un des principaux porte-parole du groupe socialiste. Il intervient au nom du groupe dans les domaines diplomatiques, économiques et financiers. Passionné par la défense des droits du Parlement, il est président du Conseil de l'Union interparlementaire de 1968 à 1973. Il écrit l'ouvrage : Un Parlement pour quoi faire ?.
Proche de Guy Mollet (il fut membre de son cabinet en 1956-1957), fermement anti-communiste, il a longtemps été hostile à l'Union de la gauche, lui préférant une alliance avec le centre.
André Chandernagor est membre du comité directeur de la SFIO, puis du PS. Il a été momentanément suspendu du PS en 1970 et on lui prêta longtemps l'intention de créer un nouveau parti social-démocrate dissident. Après le congrès d'Épinay en 1971, il est proche de Pierre Mauroy. Son poids politique et son expérience le conduisent à entrer au gouvernement en 1981 après l'élection de François Mitterrand à la présidence de la République.
André Chandernagor est nommé premier président de la Cour des comptes en décembre 1983. Premier président honoraire depuis septembre 1990, il devient membre, le 24 mai 2005, du Comité d'honneur du bicentenaire de la Cour des comptes, présidé par le premier président d'alors, Philippe Séguin. Enfin, André Chandernagor est le père de l'écrivain Françoise Chandernagor, de Dominique Chandernagor et de Thierry Chandernagor, qui fut président du conseil général de la Creuse, conseiller général de Saint-Sulpice-les-Champs et maire de Mortroux.
En 2017, âgé de 96 ans, il préside le comité de soutien à Jean-Baptiste Moreau, candidat La République en marche aux élections législatives en Creuse.

## Mandats

### Synthèse des fonctions et des mandats

#### Mandats locaux
- 1953 - 1983 : Maire de Mortroux
- 1961 - 1983 : Conseiller général du canton de Bourganeuf
- 1973 - 1983 : Président du conseil général de la Creuse
- 1974 - 1981 : Président du conseil régional du Limousin

#### Mandats parlementaires
- 1958 - 1962 : Député de la Creuse (circonscription d'Aubusson)
- 1962 - 1967 : Député de la Creuse (circonscription d'Aubusson)
- 1967 - 1968 : Député de la Creuse (circonscription d'Aubusson)
- 1968 - 1973 : Député de la Creuse (circonscription d'Aubusson)
- 1973 - 1978 : Député de la Creuse (circonscription d'Aubusson)
- 1978 - 1981 : Député de la Creuse (circonscription d'Aubusson)
- 1981 - 1981 : Député de la Creuse (circonscription d'Aubusson)

#### Fonctions ministérielles
- 21 mai 1981 - 22 juin 1981 : Ministre délégué auprès du ministre des Relations extérieures, chargé des Affaires européennes
- 22 juin 1981 - 22 mars 1983 : Ministre délégué auprès du ministre des Relations extérieures, chargé des Affaires européennes
- 22 mars 1983 - 7 décembre 1983 : Ministre délégué auprès du ministre des Relations extérieures, chargé des Affaires européennes (démission)

##### Carrière ministérielle
| Période                      | Portefeuille | Cabinet                        |
| ---------------------------- | --- | ------------------------------ |
| 22 mai au 23 juin 1981       | Ministre délégué auprès du ministre des Relations extérieures (Claude Cheysson), chargé des Affaires européennes | Gouvernement Pierre Mauroy (1) |
| 23 juin 1981 au 24 mars 1983 | Ministre délégué auprès du ministre des Relations extérieures (Claude Cheysson), chargé des Affaires européennes | Gouvernement Pierre Mauroy (2) |
| 24 mars au 7 décembre 1983   | Ministre délégué auprès du ministre des Relations extérieures (Claude Cheysson), chargé des Affaires européennes | Gouvernement Pierre Mauroy (3) |

## Œuvres
- Un Parlement, pour quoi faire ?, Gallimard, 1967, collection Idées
- Réformer la démocratie, Balland, 1977 avec Alexandre Sanguinetti
- Les maires en France, XIXe-XXe siècle. Histoire et sociologie d'une fonction, Fayard, 1993
- La Liberté en héritage, Pygmalion, 2004

## Décorations
- Commandeur de l'ordre national du Mérite[4]
- Grand-croix de la Légion d'honneur en 2021[5] (grand officier en 2012[6]).